# نبيل الجميل أخصائي تجميل (فلم)
 نبيل الجميل أخصائي تجميل هو فيلم كوميدي مصري عرض عام 2022، بطولتة محمد هنيدي، ونور، ومحمد سلام، ومحمد ثروت، ومحمود حافظ، ورحمة أحمد فرج، والفيلم من تأليف أيمن جمال وإخراج خالد مرعي.

## القصة
تدور أحداث الفيلم، في إطار اجتماعي كوميدي، حيث يتناول شخصية لها مواقف كوميدية بين أبطال العمل وما ينتج عنها من صراعات.

## وصلات خارجية
- مقالات تستعمل روابط فنية بلا صلة مع ويكي بيانات